# گاردن سیتی (آیداهو)
گاردن سیتی (به انگلیسی: Garden City) شهری در شهرستان آدا ایالت آیداهو است که جمعیت آن در سرشماری سال ۲۰۱۰ میلادی ۱۰٬۹۷۲ نفر بوده است.